# 合婚刑

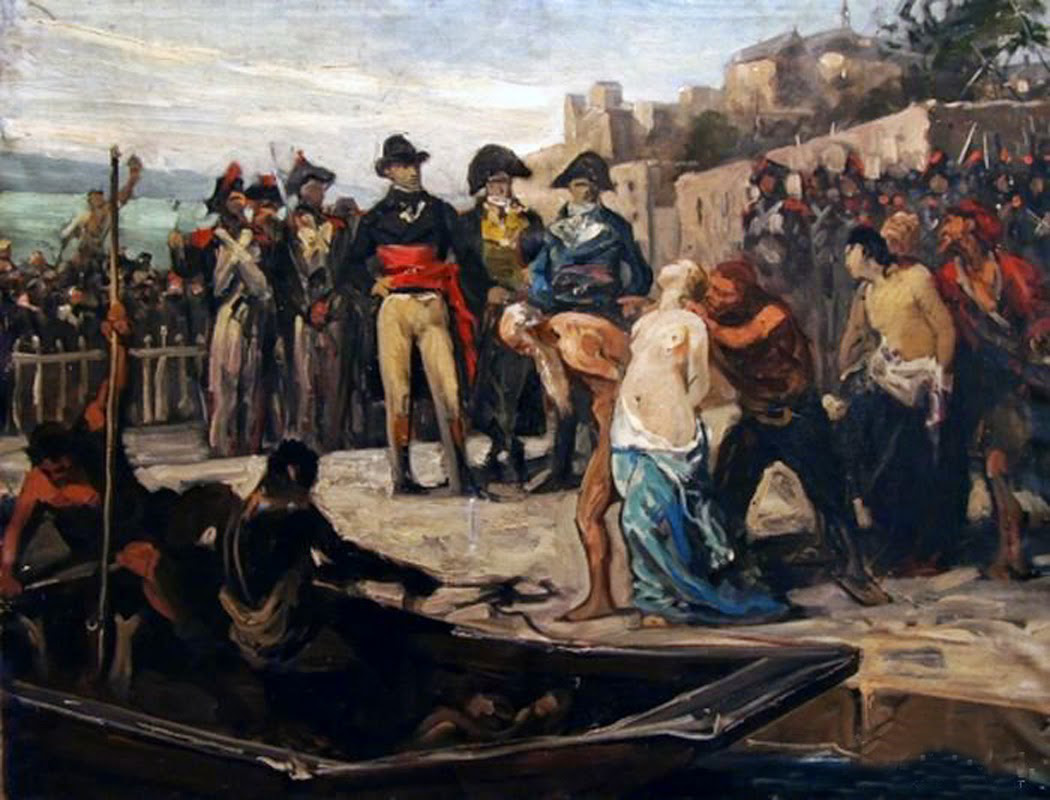
约瑟夫·奥伯特所绘准备行刑的图画

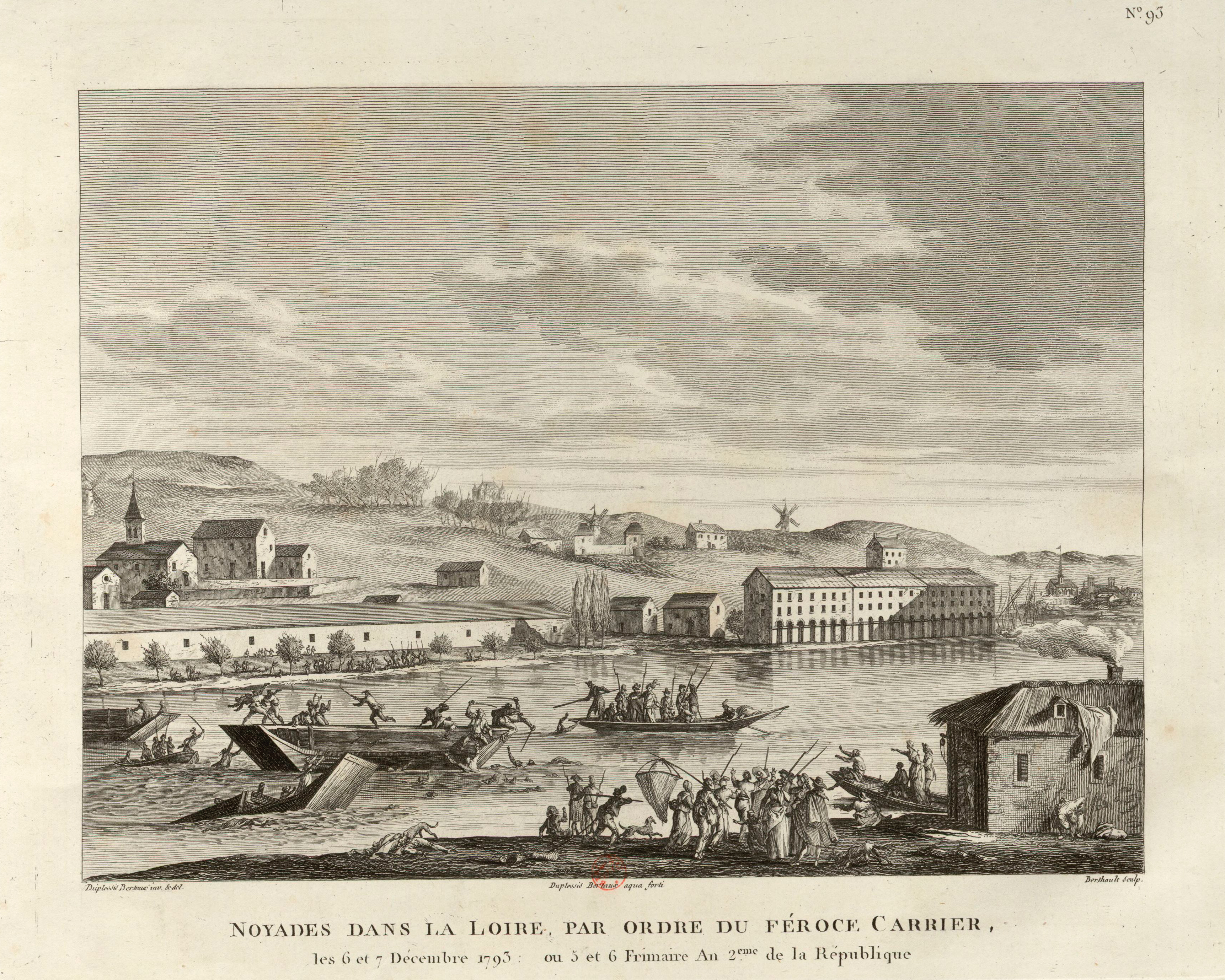
让·迪普莱西-贝尔托描绘在南特的集体处决

合婚刑（法語：mariage républicain，也称共和国的婚礼）是法国大革命恐怖统治期间在南特的一种处决方式，将一男一女剥光衣服捆绑着，然后将他们淹死。据闻当地的雅各宾派代表让-巴蒂斯特·卡里耶在1793年11月至1794年1月在南特市下令实施南特溺水处决时产生这一行动。大多数的记录指出死刑犯在卢瓦尔河被淹死。尽管有一些来源描述另一种替换的行刑方式，先将两名捆绑的男女用剑刺穿身体，而不是在这之后才溺水身亡。
关于这种实施合婚刑的最早记载可以追溯到1794年，当卡里耶因为他的罪行受到审判时，他们很快被同时期的反革命作家如路易-马里·普吕多姆和路易·德·博纳尔德引用。

## 描述

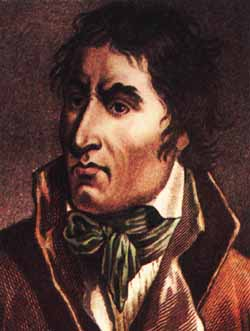
人们普遍认为让-巴蒂斯特·卡里耶设计了这种行刑方法

这种行刑的形式归功于法国革命家让-巴蒂斯特·卡里耶，他被派往南特镇压反革命势力并选派一个革命委员会。一位历史学家描述这种行刑方法：
|  | 一个革命法庭（在南特）成立了，这其中卡里耶是主持审判的恶魔－卡里耶，这位在所有国家都被称为最后野蛮暴行的发明人，开创了共和国的婚礼。其中两个不同性别的人，通常是一个老男人和老女人，或一个年轻男人和年轻女人，夺去了各种各样的衣服，在群众面前被捆绑在一起，在那种情况下在船上全身裸露半小时或更长时间，然后扔进河里溺毙。 |

执行的细节稍有不同，但通常与上面描述的一致。一部英国出版的旅游书，叙述共和国的婚礼是如何将一对男女背靠背捆绑，扒光衣服，让他们全身裸体一小时，然后将他们投进被鹰犬们称为「国家大浴缸（法語：la Baignoire Nationale）」的卢瓦尔河里。英国激进派和吉伦特派同情者海伦·玛丽亚·威廉斯，在1793年至94年的法国政治概述中写道：
|  | 无辜的年轻女子在怪物面前一丝不挂；并且，为了给这种地狱的残忍行为增添更深的恐怖，与一名年轻男子同拴着，两人都被军刀砍倒，或被扔进河中。而这种谋杀还被称为共和国的婚礼。 |

根据文学研究学者史蒂文·布莱克莫尔的说法，威廉斯似乎认为这是一种恐怖主义厌女症的形式。威廉斯将这些女性描述为「天真无辜的」，在他看来，「这不仅表明她们没有帮助叛军的罪行，而且还证实他们是年轻的处女」。他在威廉斯的文本中争辩，「男性的雅各宾行刑者被描写成刑虐式的公共偷窥狂，他们乐於将反革命的男女绑在性交不能的强迫位置上，在一场怪诞的合体之中即时死去。」因此，如果旧制度对威廉斯来说，代表了对女性美貌的强制禁锢，那麽恐怖时期代表了对美貌的贬低死亡。

## 怀疑论
虽然在南特将男子、妇女和儿童的溺毙处决一般没有争议。但是人們对合婚刑是否真實存在抱有懷疑，尤其是一些历史学家，他們宣稱它是一個傳說。
声称卡里耶下令并实施这一行刑方式的是1794年首次对南特革命委员会进行审判的革命法庭，它出现在查尔斯-吉尔伯特·罗梅的报告、几封信和证人证词中。然而，虽然一些人声称他们听过共和国的婚礼，但实际上没有人见过。一个引用了酒醉船夫的证词，他使用市民婚礼，但没有明说死刑犯有无按照性别分配并一同处死。就像助理检察官和辨方所提到的那样，没有足够证据证明这项特定的指控存在而且陪审团员从起诉书中删除了。其余的事实完全足以让卡里耶和他的几位密切的同伙被判处死刑。不过，关于共和国婚礼的报道仍然众所周知，后来研究恐怖统治的作者一一引用，他们很详细地说明这些内容，例如加上两名受害者是牧师或修女的说法。

## 词源
使用这一术语似乎是对「共和国婚礼（英語：republican marriage）」的嘲讽，因为这是一个真正世俗的婚姻。某些书描述父母惊恐地得知孩子计划共和婚礼，而非在教堂结婚。正如一个消息来源描述：
|  | 当拿破仑和约瑟芬结婚时（1796年3月），「很少有人认为宗教仪式是必要的。人们很容易，他们以非常简单的方式结婚。以口语的夸张地说，共和国婚姻的仪式是通过围绕在自由树跳舞而完成的。离婚则是通过向后绕着同一棵自由树跳舞来实现的。」 |

## 引文注释
1. ↑  A Revolutionary Tribunal was established [at Nantes], of which Carrier was the presiding demon—Carrier, known in all nations as the inventor of that last of barbarous atrocities, the Republican Marriage, in which two persons of different genders, generally an old man and an old woman, or a young man and a young woman, bereft of every kind of clothing, were bound together before the multitude, exposed in a boat in that situation for half an hour or more, and then thrown into the river.